# Denim Air
Denim Air B.V. era una compagnia aerea charter con base a Hoofddorp nei Paesi Bassi. Forniva servizi ACMI wet lease ad altri vettori e la sua base principale era l'Amsterdam Airport Schiphol.

## Storia
Questa compagnia è stata fondata nel 1996 e ha iniziato ad operare il 26 aprile 1996. Nel gennaio 1999 la compagnia aerea spagnola Air Nostrum acquisì interamente la Denim Air, che nel mese di ottobre 2002 fu riacquisita dal team di gestione della Denim Air. Nel giugno 2003 ha iniziato ad operare in Germania, con voli interni da Augusta a Düsseldorf e Berlino. Nel 2005 ha cessato le operazioni pianificate dopo che la compagnia aerea è stata acquisita dalla Panta Holdings, proprietaria della VLM Airlines. Da allora la Denim Air si è concentrata esclusivamente sulla fornitura di servizi di wet lease ACMI e nel 2006 la base operativa è stata trasferita all'Aeroporto di Amsterdam-Schiphol.
I servizi di wet lease Denim Air sono stati destinati principalmente a stati africani, asiatici e in altri mercati volenterosi, che operano per l'Alto Commissariato delle Nazioni Unite per i rifugiati in Sudan e in Africa centrale, per l'esercito norvegese in Afghanistan, per la società petrolifera Veba in Libia. La compagnia ha inoltre operato per compagnie aeree, soprattutto compagnie aeree africane, Arik Air e la compagnia aerea spagnola Air Nostrum.
Il 18 febbraio 2010, la Denim Air cessò l'attività dopo che tutti i contratti di wet-lease erano scaduti contemporaneamente nel giro di poche settimane. La società di diritto olandese De Vos & Partners fu nominata curatore della Denim Air dopo che era stata dichiarata fallita.
Nel giro di poche settimane la società è stata riavviata col nome di Denim Air ACMI, operativa con tre aeromobili Fokker 50, di cui due di stanza presso l'hub italiano dell'Aeroporto di Oristano-Fenosu. Dal 27 gennaio 2011 la Denim Air ACMI ha sospeso tutti i voli da Oristano Fenosu in attesa che venga risanata la situazione economica della società di gestione (SOGEAOR) dello scalo oristanese.
Nel 2016 ha terminato le operazioni.